# Ilan Ramon
Ilan Ramon (hebrejski: אילן רמון, rođen kao Ilan Wolferman; 20. lipnja 1954. – 1. veljače 2003.) bio je izraelski vojni pilot i prvi izraelski astronaut. Tragično je poginuo u nesreći Space Shuttlea Columbia.

## Vanjske poveznice
- NASA - Ilan Ramon (engl.)
- Official biography at NASA
- Photo of Ilan Ramon with Chabad Rabbi Zvi Konikov  Arhivirana inačica izvorne stranice od 14. ožujka 2008. (Wayback Machine)
- Ilan Ramon STS-107 Crew Memorial  Arhivirana inačica izvorne stranice od 15. siječnja 2008. (Wayback Machine)
- A collection of articles about Ilan Ramon
- Ilan Ramon Memorial pages in the Israel Science and Technology Directory
- Spacefacts biography of Ilan Ramon
- Excerpts from Ilan Ramon's diary  Arhivirana inačica izvorne stranice od 17. veljače 2012. (Wayback Machine)
- Ilan Ramon – Obituary and public tribute  Arhivirana inačica izvorne stranice od 4. prosinca 2012. (Wayback Machine)